# Yukio Goto
Yukio Goto, död 1976, är en japansk tidigare fotbollsspelare.